# Piotr Nikolaïevitch Wrangel
Pour les articles homonymes, voir Wrangel.
Piotr Nikolaïevitch Wrangel (en russe : Пётр Николаевич Врангель) est un général russe, commandant en chef des armées du Sud, qui combattit dans les Armées blanches durant la guerre civile russe. Né Peter von Wrangel le 27 août 1878 (15 août 1878 dans le calendrier julien) à Novoaleksandrovsk, Russie (aujourd'hui Zarasai, Lituanie) et mort le 25 avril 1928 à Bruxelles. Sa dépouille repose dans l'église orthodoxe russe de Belgrade.

## Origines
Wrangel descend d'une famille de Germano-Baltes, attestée en Estonie dès le XIIIe siècle, peut-être venue de Basse-Saxe. Différentes branches s'établirent aux XVIe et XVIIIe siècles en Suède, Prusse et Russie, puis aux États-Unis, France et Belgique après 1920. Plusieurs membres se sont distingués au service des rois de Prusse et de Suède et des tsars de Russie.

## Début de carrière
Après une jeunesse passée à Rostov-sur-le-Don le jeune Wrangel étudie d'abord à l'École des Mines de Saint-Pétersbourg et obtient son diplôme d'ingénieur en 1901. En 1902, il abandonne cette carrière et s'inscrit à l'école de cavalerie de Saint-Pétersbourg où il est vite promu au rang d'officier. En 1904, il prend part à la guerre russo-japonaise.
En 1914, au début de la Première Guerre mondiale, il est capitaine de la Garde à cheval et s'illustre dès les premières batailles, en s'emparant d'une batterie prussienne après une charge furieuse. Il est, le 13 octobre 1914, un des premiers officiers décoré de l’ordre de Saint-Georges de 4e classe.
En octobre 1915, il est envoyé sur le front du sud-ouest. Il y prend le commandement du 1er régiment de Nertchinsk des cosaques de Transbaïkalie avec lequel il participe à l’offensive Broussilov de 1916.
En 1917, il est commandant de la 2e brigade de la division des Cosaques de l’Oussouri. En mars 1917, il est l'un des seuls commandants de l'armée à préconiser l'envoi de troupes à Petrograd pour y rétablir l'ordre. Il croit que non seulement l'abdication du tsar ne règlera pas les problèmes mais les multipliera au contraire.
Comme il n'est que subalterne, on ne l'écoute pas. Le gouvernement provisoire, qui n'aime guère ses points de vue, le démet vite de ses fonctions. Wrangel se retire en Crimée avec sa famille.

## Guerre civile
Peu après la révolution russe, il est arrêté par des marins bolcheviks à Yalta et ne doit la vie qu'à sa femme, qui les supplie de l'épargner. Libéré, il reste en Crimée jusqu’à l’arrivée des troupes allemandes qui mettent provisoirement fin à la terreur bolchévique. Intéressé par la volonté du hetman Skoropadksy de rétablir un pouvoir étatique il se rend à Kiev pour rencontrer ce dernier. Déçu par l’entourage ukrainien nationaliste et l’attitude des Allemands envers Skoropadsky, Wrangel rejoint le Kouban où il retrouve le général Dénikine en septembre 1918. Celui-ci le charge de prendre en main une division de Cosaques sur le point de se mutiner. Non seulement parvient-il à les mettre en confiance mais il en fait une division disciplinée capable de remporter des succès sur le champ de bataille.

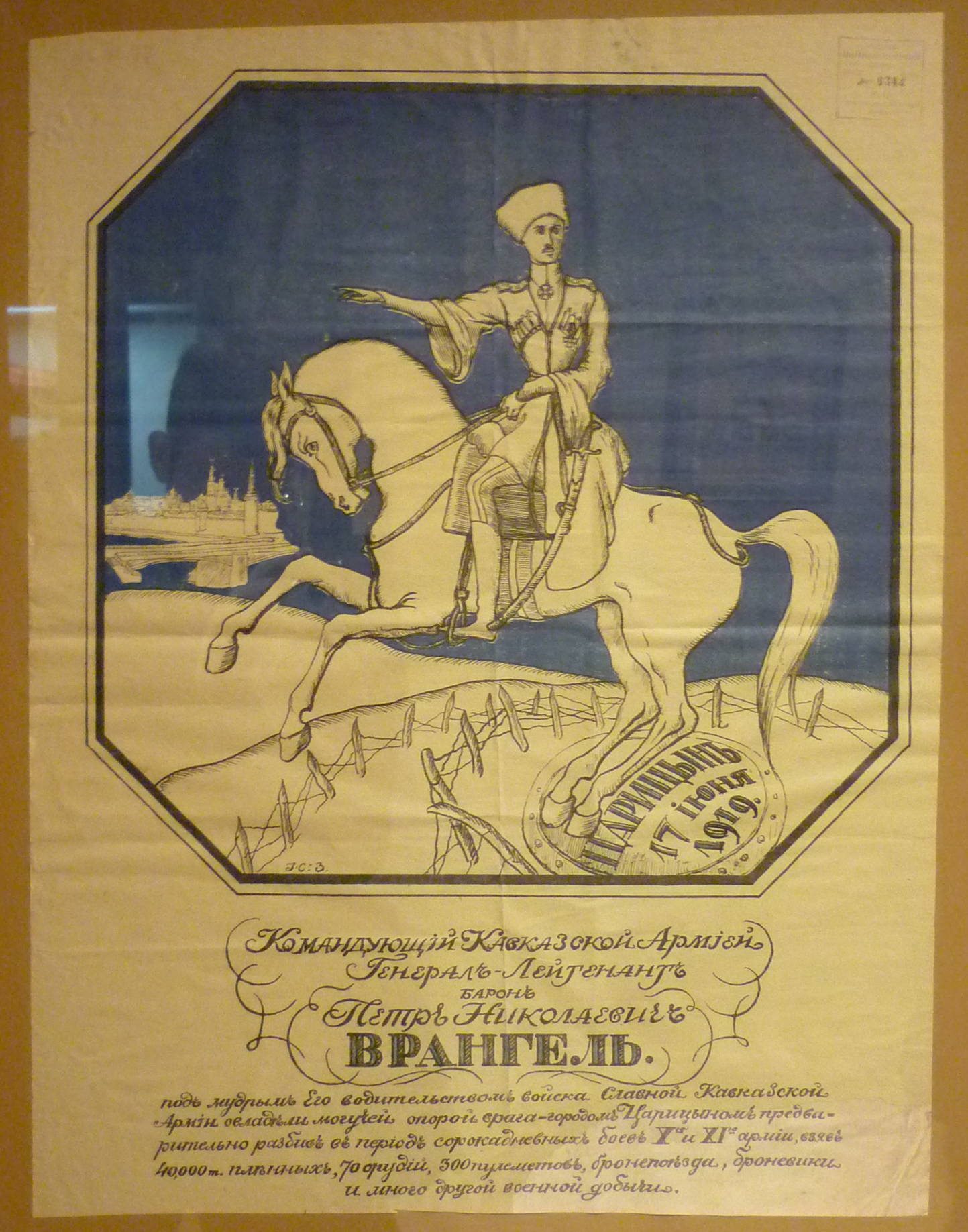
Affiche blanche célébrant le commandant de l'armée du Caucase après la prise de Tsaritsyne.

Au cours de l'hiver 1918-1919, il conquiert à la tête de l'armée du Caucase le Kouban et le bassin du Terek, prend Rostov-sur-le-Don puis s'empare de Tsaritsyne en juin. Ses rapides victoires prouvent qu'il est très à l'aise dans cette nouvelle façon de faire la guerre, tentant de limiter les violences et sévissant contre le vol et les exactions. Malgré une stricte discipline, il parvient à se faire respecter.
À l'été 1919, alors que Koltchak à l'est et Ioudenitch au nord attaquent la Russie bolchévique, Dénikine pousse à l'offensive par le sud. Trois armées, par des directions différentes, doivent se diriger vers Moscou. Wrangel est à la tête de l'une d'elles et Dénikine le charge de passer par Saratov et Nijni Novgorod. Cependant, il a subi de grosses pertes lors de la prise de Tsaritsyne et il doit se contenter de défendre les places conquises.
Déjà, il ne se gêne pas pour critiquer le plan de Dénikine déclarant qu'une division des troupes des Forces Armées du Sud de la Russie ne mènerait qu'à une série de défaites. Lui aurait plutôt préconisé un regroupement de toutes les forces armées puis une attaque conjointe sur Moscou.
L'armée de Dénikine est finalement écrasée par l'Armée rouge. Wrangel est envoyé à Kharkov pour limiter le désastre. Lorsqu'il y arrive, il ne peut que constater que l'Armée blanche n'existe plus.
À la fin de 1919, le désaccord entre Wrangel et Dénikine éclate au grand jour. Wrangel reproche à son chef son implication minimale dans la politique ainsi que son manque d'audace, d'agressivité et de charisme. Il complote même pour le remplacer mais celui-ci, informé, le relève de son commandement et le renvoie au Kouban. Wrangel demande d'être mis à la retraite pour des raisons de santé, ce qui lui est accordé. Il s'exile alors à Istanbul, qui sert de base arrière pour l'armée blanche.

## Nouveau général en chef
En mars 1920, l'Armée blanche subit de nouvelles défaites et est refoulée vers la Crimée. Dénikine n'a plus le choix ; il doit démissionner. Le 4 avril, à Sébastopol, Wrangel participe au grand Conseil des généraux blancs et reçoit les pleins pouvoirs. À la tête de l'Armée russe, il combat les bolcheviks au sud de la Russie.
Wrangel, tente de trouver une solution non seulement militaire mais aussi politique à la situation de son pays. Il croit à une république disposant d'un exécutif fort et d'une classe dirigeante compétente. En Crimée, il crée une république provisoire qui, selon lui, pourrait attirer les populations déçues du régime bolchévique. Son programme politique consiste à donner les terres à ceux qui y travaillent et à garantir la sécurité du travail aux plus défavorisés.
Malgré l'avertissement des Britanniques lui annonçant qu'ils cessent leur assistance, il réorganise l'Armée blanche de Crimée, qui ne comprend que 25 000 hommes. Moscou est alors en guerre contre la Pologne de Pilsudski et il compte sur des victoires de ce dernier pour consolider son pouvoir.
Le 13 avril, une première attaque rouge sur l'isthme de Perekop est aisément repoussée. Il lance alors une contre-attaque et parvient à s'emparer de Melitopol et de la Tauride du Nord.

## Défaite et évacuation
En juillet, Wrangel parvient à mettre en échec une nouvelle offensive des Rouges venue du Caucase mais, en septembre, la fin de la guerre avec la Pologne voit affluer les troupes de l'Armée rouge en Crimée. Leurs divisions comprennent 100 000 fantassins et 33 600 cavaliers. Le rapport de forces est maintenant de quatre contre un et Wrangel le sait parfaitement. Les Blancs évacuent la Tauride et se retirent en direction de l'isthme de Perekop.
Une première offensive de l'Armée rouge est arrêtée le 28 octobre mais Wrangel comprend que c'est reculer pour mieux sauter. Il commence à préparer l'évacuation de ses troupes et des civils qui voudront partir. Le 7 novembre, l'Armée rouge entre en force en Crimée. Pendant que les troupes du général Alexandre Koutiepov parviennent à contenir l'attaque, Wrangel commence une opération d'embarquement dans cinq ports de la mer Noire. En trois jours, il réussit à évacuer 146 000 personnes dont 70 000 soldats, casés sur 126 bateaux. La flotte française de la Méditerranée a même décidé d'aider à l'évacuation en envoyant le croiseur cuirassé Waldeck-Rousseau. Tous ces gens sont dirigés vers la Turquie, la Grèce, la Yougoslavie, la Roumanie et la Bulgarie. Parmi les évacués, des fonctionnaires, des intellectuels, des savants, qui trouvèrent asile à Gallipoli, puis en Yougoslavie. Parmi les exilés russes qui choisirent la France, beaucoup s'installèrent à Boulogne-Billancourt.
Installés à Boulogne-Billancourt, les hommes du général Wrangel entrèrent à l'usine Renault où ils travaillaient à la chaîne. Parmi les ouvriers exilés, on pouvait reconnaître des ex-diplomates, des ex-soldats de l'armée impériale russe. À Boulogne-Billancourt, les Wrangel vivaient dans des baraquements occupés lors de la Première Guerre mondiale par des Chinois remplaçant les Français mobilisés sur le front. Les ouvriers en exil étaient encadrés par les officiers du général.
Wrangel décide de s'établir à Belgrade d'où il dirige l'émigration russe et tente de réorganiser des forces, fondant l'Union générale des combattants russes. Il abandonne la lutte en 1925 et s'établit comme ingénieur à Bruxelles. Il meurt le 25 avril 1928. Selon sa famille, il aurait été empoisonné par le frère de son majordome, qui était un agent de la Guépéou. Il a laissé des Mémoires.
Il a été inhumé dans l'église orthodoxe russe de la Sainte-Trinité à Belgrade le 6 octobre 1929 à la demande de la forte communauté russe émigrée en Serbie et en Voïvodine.

## Famille
Il était marié à Olga Mikhaïlovna Ivanenko (1886 Saint-Pétersbourg - 8 septembre 1968 New York). Ils ont eu quatre enfants (Natalia, Elena, Piotr, Alexeï).

## Dans la culture
Il est désigné comme le « baron noir », allusion à son titre de noblesse et sa prédilection pour le port d’une tcherkeska noire, dans la chanson soviétique L'Armée rouge est la plus forte.